# 骨棘

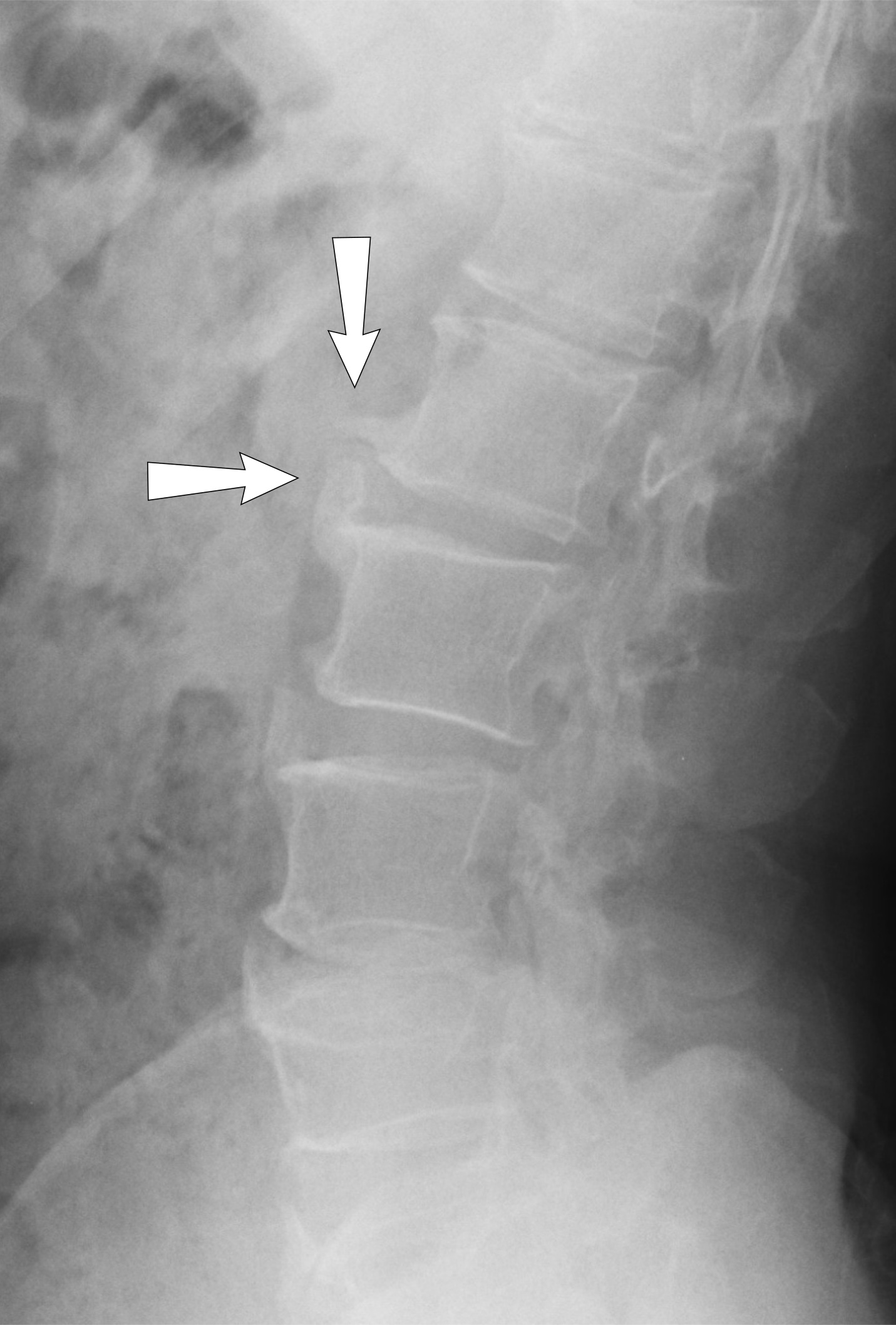
腰椎部にできた骨棘のレントゲン写真

骨棘（こっきょく、英語：Osteophyte）とは、何らかの刺激によって関節部の骨が増殖してできる棘状の外骨腫である。
大抵は問題を起こさないが、動きを制限したり、神経を圧迫して痛み・しびれなどの障害を起こす。
治療は関節炎と同様の措置が行われる。